# 라이너 베르너 파스빈더
라이너 베르너 마리아 파스빈더(Rainer Werner Maria Fassbinder, 1945년 5월 31일 ~ 1982년 6월 10일)는 독일의 영화 감독이자 극작가, 배우이다. 뉴 저먼 시네마의 기수 중 하나였다.

## 생애
파스빈더는 바이에른의 바트뵈리스호펜(Bad Wörishofen)에서 태어났다. 짧은 생애동안 그는 43편의 영화(2개의 단편과 15시간 반짜리 '베를린 알렉산더광장' 포함)를 찍었고 영화와 연극의 배우이자 작가, 카메라맨, 작곡, 디자인, 편집, 프로듀서, 극장 경영 등 다양한 직책과 역할을 맡았다. 파스빈더가 찍은 영화의 수는 가히 전설적인데, 그는 평균 100일마다 한 편의 영화를 만들었다.
파스빈더는 양성애자였으며, 자신의 영화에서 성소수자 역할을 많이 다루었다. 그는 37살의 나이에 코카인과 수면제 과다 복용으로 사망했다. 그 과다 복용이 우연적이었는지 아닌지는 여전히 의문이 남는다. 그의 죽음으로 뉴저먼 시네마가 막이 내린 것으로 간주된다.
파스빈더의 전기를 다룬 책으로는 브라트 톰젠(Braad Thomsen)이 쓰고 마틴 차머스(Martin Chalmers)가 영어로 번역한 《 파스빈더 (Fassbinder: The Life and Work of a Provocative Genius) 》와, 로버트 캐츠(Robert Katz)가 쓴 《사랑은 죽음보다 차갑다(Love is Colder than Death)》가 있다.

## 작품 목록
- 오늘 밤(This Night, 1965)
- 도시 열차(Der Stadtstreicher, 1966)
- 작은 혼돈(Das Kleine Chaos, 1966/67)
- 사랑은 죽음보다 차갑다(Liebe ist kälter als der Tod, 1969)
- 카젤마허 (Katzelmacher, 1969)
- 저주의 신들 (Götter der Pest, 1970)
- 커피가게(Das Kaffeehaus, 1970, TV)
- 왜 R씨는 미쳐 날뛰는가? (Warum läuft Herr R. Amok?, 1970)
- 미국인 군인(Der Amerikanische Soldat, 1970)
- 니클라하우저 여행(Die Niklashauser Fart, 1970, TV)
- 리오 다스 모르테스(Rio das Mortes, 1971, TV)
- 인골슈타트의 개척자들(Pioniere in Ingolstadt, 1971, TV)
- 백색(Whity, 1971)
- 성스러운 매춘부 조심(Warnung vor einer heiligen Nutte, 1971)
- 사계절의 상인(Händler der vier Jahreszeiten, 1972)
- 페트라 폰 칸트의 쓰디쓴 눈물(Die Bitteren Tränen der Petra von Kant, 1972)
- 여덟 시간은 하루가 아니다(Acht Stunden sind kein Tag, 1972-1973, TV series, 5 episodes)
- 브레멘의 자유(Bremer Freiheit, 1972, TV)
- 미끼(Wildwechsel, 1973, TV)
- 줄 위의 세계(Welt am Draht, 1973, TV)
- 노라 헬머(Nora Helmer, 1974, TV)
- 불안은 영혼을 잠식한다 (Angst essen Seele auf, 1974)
- 마르타(Martha, 1974, TV)
- 에피 브리스트(Effi Briest, 완전한 제목은 폰타네-에피 브리스트, 혹은 Viele, die eine Ahnung haben von ihren Möglichkeiten und Bedürfnissen und dennoch das herrschende System in ihrem Kopf akzeptieren durch ihre Taten und es somit festigen und durchaus bestätigen, 1974)
- 줄위의 한 마리 새처럼(Wie ein Vogel auf dem Draht, 1975, TV)
- 폭스와 그의 친구들(Faustrecht der Freiheit, 1975)
- 퀴스터 부인의 천국 여행(Mutter Küsters' Fahrt zum Himmel, 1975)
- 불안에 대한 불안(Angst vor der Angst, 1975, TV)
- 나는 단지 너희가 나를 사랑해주기만을 바란다(Ich will doch nur, daß ihr mich liebt, 1976, TV)
- 사탄의 횡재(Satansbraten, 1976)
- 중국식 룰렛 (Chinesisches Roulette, 1976)
- 뉴욕의 여인들(Frauen in New York, 1977, TV)
- 볼비저(Bolwieser, 1977, TV)
- 독일의 가을 (Deutschland im Herbst, 1978, 옴니버스 영화로 파스빈더는 26분짜리 에피소드를 감독)
- 절망(Despair, 1978)
- 13개의 달을 가진 어느 해(In einem Jahr mit 13 Monden, 1978)
- 마리아 브라운의 결혼 (Die Ehe der Maria Braun, 1979)
- 제3세대(Die Dritte Generation, 1979)
- 베를린 알렉산더 광장(Berlin Alexanderplatz, 1980, TV series, 14 episodes)
- 릴리 마를렌 (Lili Marleen, 1981)
- 황홀한 극장(Theater in Trance, 1981)
- 롤라(Lola, 1981)
- 베로니카 포스의 갈망 (Die Sehnsucht der Veronika Voss, 1982)
- 쿼렐리 (Querelle, 1982)